# Android Runtime

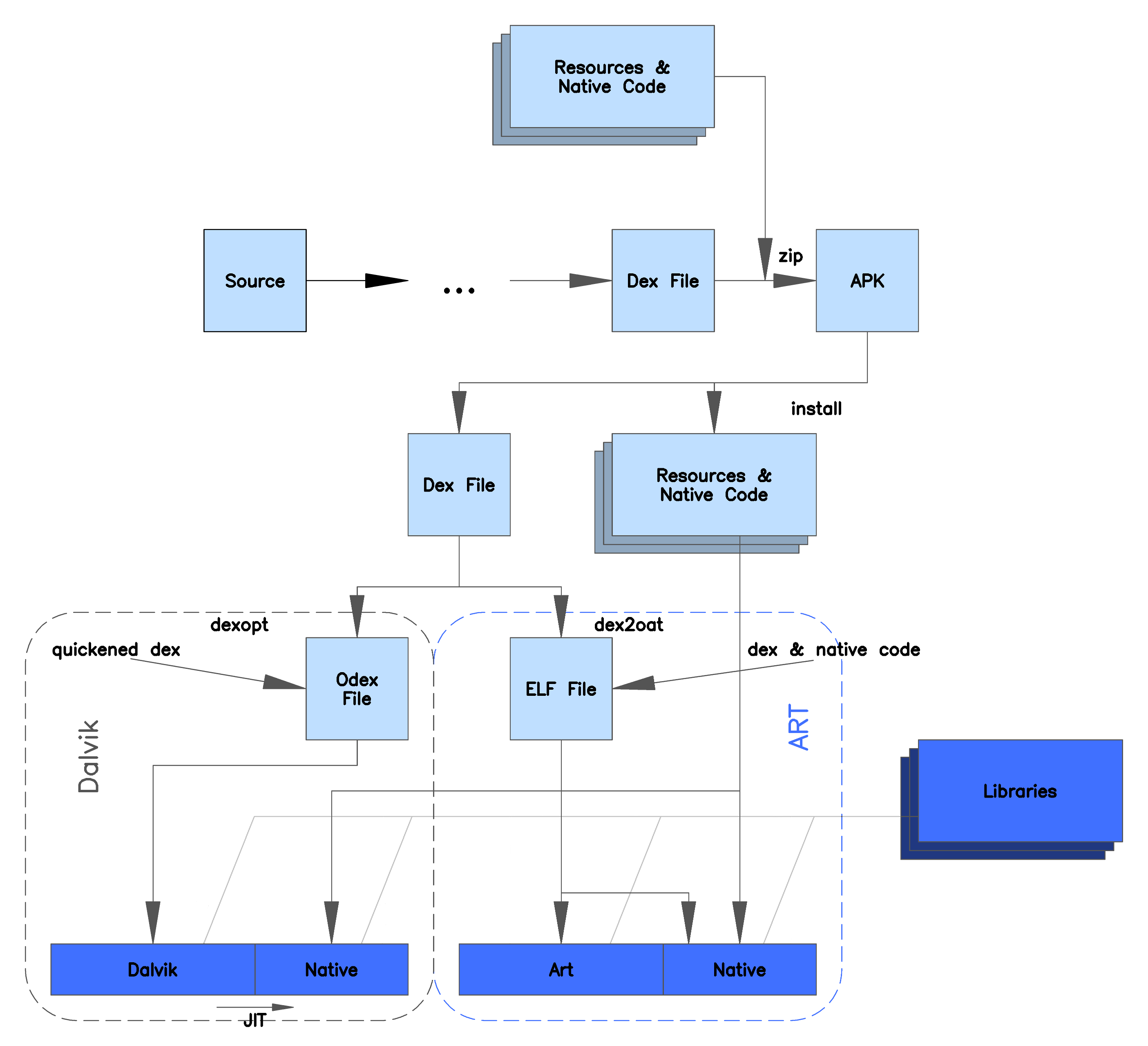
Dalvik虚拟机和ART原理的对比

Android Runtime（缩写为ART），是一种在Android操作系统上的运行环境，由Google公司研发，并在2013年作为Android 4.4系统中的一项测试功能正式对外发布，在Android 5.0及后续Android版本中作为正式的运行时库取代了以往的Dalvik虚拟机。ART能够把应用程序的字节码转换为机器码，是Android所使用的一种新的虚拟机。它与Dalvik的主要不同在于：Dalvik采用的是JIT技术，而ART采用Ahead-of-time（AOT）技术。ART同時也改善了性能、垃圾回收（Garbage Collection）、应用程序出错以及性能分析。
JIT最早在Android 2.2系统中引进到Dalvik虚拟机中，在应用程序启动时，JIT通过进行连续的性能分析来优化程序代码的执行，在程序运行的过程中，Dalvik虚拟机在不断的进行将字节码编译成机器码的工作。与Dalvik虚拟机不同的是，ART引入了AOT这种预编译技术，在应用程序安装的过程中，ART就已经将所有的字节码重新编译成了机器码。应用程序运行过程中无需进行实时的编译工作，只需要进行直接调用。因此，ART极大的提高了应用程序的运行效率，同时也减少了手机的电量消耗，提高了移动设备的续航能力，在垃圾回收等机制上也有了较大的提升。为了保证向下兼容，ART使用了相同的Dalvik字节码文件（dex），即在应用程序目录下保留了dex文件供旧程序调用，然而.odex文件则替换成了可执行与可链接格式（ELF）可执行文件。一旦一个程序被ART的dex2oat命令编译，那么这个程序将会只通过ELF可执行文件来运行。因此，相对于Dalvik虚拟机模式，ART模式下Android应用程序的安装需要消耗更多的时间，同时也会占用更大的内部储存空间，用于储存编译后的代码，但节省了很多Dalvik虚拟机用于实时编译的时间。
Google公司在Android 4.4中带来的ART模式仅仅是ART的一个预览版，系统默认仍然使用的是Dalvik虚拟机，4.4上面提供的预览版ART相对于Android 5.0以后的ART运行时库有较大的不同，尤其体现在兼容性上。

## 扩展阅读
- Android历史版本－对Android所有历史版本的介绍，包括Android版本所对应的API版本
- 虚拟机－一种特殊的计算机软件，通过它可以模拟出一个独立的环境供程序执行